# Halowe Mistrzostwa Europy w Lekkoatletyce 1986 – skok o tyczce mężczyzn
Skok o tyczce mężczyzn – jedna z konkurencji technicznych rozgrywanych podczas halowych lekkoatletycznych mistrzostw Europy w hali Palacio de Deportes w Madrycie. Rozegrano od razu finał 23 lutego 1986. Zwyciężył reprezentant Bułgarii Atanas Tyrew. Tytułu zdobytego na poprzednich mistrzostwach nie bronił Serhij Bubka ze Związku Radzieckiego.

## Rezultaty

### Finał
Wystąpiło 14 skoczków.

Opracowano na podstawie materiału źródłowego.
| Miejsce         | Zawodnik            | Wynik |
| --------------- | ------------------- | ----- |
| 1               | Atanas Tyrew        | 5,70  |
| 2               | Marian Kolasa       | 5,70  |
| 3               | Philippe Collet     | 5,65  |
| 4               | Mirosław Chmara     | 5,65  |
| 5               | František Jansa     | 5,50  |
| 6               | Philippe Houvion    | 5,30  |
| Ryszard Kolasa  | 5,30                |       |
| Zdeněk Lubenský | 5,30                |       |
| 9               | Gerald Kager        | 5,30  |
| 10              | Javier García       | 5,15  |
| 10              | Alberto Ruiz        | 5,15  |
| 12              | Marco Andreini      | 5,15  |
| 13              | Sigurður Sigurðsson | 5,00  |
| –               | Miro Zalar          | NM    |